# Piotr Wszeborowic Stary
Piotr Wszeborowic Stary herbu Łabędź – rycerz polski, kasztelan kruszwicki, wojewoda kujawski.

## Życiorys
Pochodził z rycerskiego rodu Łabędziów, wywodzącego się ze Śląska. Był synem Wszebora palatyna Bolesława Krzywoustego i Bolesława Kędzierzawego, wnukiem Piotra Włostowica. Odziedziczył po ojcu rodowe włości na Kujawach. W dokumentach źródłowych pierwszy raz wzmiankowany w 1175 jako przyszły fundator klasztoru premonstrantek przy kościele w rodowym Strzelnie.
Należał do stronników i bliskich współpracowników Mieszka Starego i gdy ten w 1191 opanował Kujawy, powierzył Piotrowi Wszeborowicowi urząd kasztelana kruszwickiego i palatyna kujawskiego. Ufundował klasztor lubiński oraz być może kościół w Kazimierzu Biskupim. Zmarł w 1194 lub 1198, znana jest z nekrologu lubińskiego dzienna data śmierci Piotra Wszeborowica – 10 marca.